# Familjehögtid
En familjehögtid eller familjefest är en högtid då traditionen bjuder att storfamiljen återsamlas till släktträff och fest. Ofta avser det sammankomster för att hedra en persons övergång mellan olika skeden i livet. Till sådana familjehögtider räknas de som traditionellt har firats med religiösa ceremonier  – namngivning (exempelvis dop eller barnvälsignelse), konfirmation, bröllop och begravning – men också examensfirande, förlovningsfest och födelsedagsjubileum. Vissa årliga högtider - religiösa såväl som sekulära - har karaktär av familjehögtid i olika kulturer. Familjehögtider kan utannonseras med familjeannonser, inbjudningskort eller via sociala medier. 
Mycket stora släktåterträffar kan organiseras av släktforskare. Större fester och evenemang för deltagare i alla åldrar från många olika familjer kan ibland beskrivas som familjehögtider, familjefester eller familjedagar, och arrangeras ibland av föreningar, folkrörelser och kommuner.

## Exempel från olika kulturer
I traditionell svensk kultur används begreppet familjehögtid ofta om jul- och midsommarfirande. Under dessa högtider samlas många släkter för att äta svensk festmat. Traditionellt kunde man även inbjuda ensamma icke-släktingar till julfirandet.
Jul firas i hela den kristna världen, men i många kristna länder är påsken den viktigaste religiösa högtiden och familjehögtiden.
I USA och Kanada är thanksgiving en längre familjehögtid.
Nyår firas i de flesta kulturer vid tidpunkt som anges i den kalender som tillämpas. Nyår har i allmänhet inte samma religiösa betydelse, och har i exempelvis Sverige inte samma karaktär av familjehögtid, utan kan lika gärna firas med goda vänner.
Exempel på andra familjehögtider som traditionellt firas inom olika religioner är:
- Den muslimska Eid al-adha.
- Buddhismens Raksha Bandhan
- Hinduismens Diwali
- Den judiska Sabbaten (lördagar), högtiden Chanukka, och övergångsriter som B'rit mila, Bat mitzvah och Bar mitzva
- Shintoismens Shichi-go-san